# Akademischer Gesangverein
Die Bezeichnung Akademischer Gesangverein ist nicht nur ein Gattungsbegriff für Gesangvereine mit ausschließlich studentischen Mitgliedern (vergleichbar den Arbeitergesangvereinen), sondern war im 19. Jahrhundert unter diesen auch ein weitverbreiteter Name dieser Art von Gesangvereinen. 
Dabei handelte es sich jedoch nur selten um von den Universitäten eingerichtete Chöre, sondern in der Regel um freiwillige, ausschließlich von Studenten organisierte Gesangvereine, die dennoch teilweise eine hohe musikalische Reputation erreichten. Andere gebräuchliche Namen waren Akademische Liedertafel (z. B. die Akademische Liedertafel in Berlin, gegründet 1856) und Studenten-Gesangverein (z. B. der Studenten-Gesangverein der Georgia Augusta in Göttingen, gegründet 1860). 
Viele der vor dem Ersten Weltkrieg gegründeten Akademischen Gesangvereine sind heute, sofern sie sich noch musikalisch betätigen, in der Form einer Studentenverbindung organisiert. Die Akademischen Gesangvereine sind somit ein Paradebeispiel für die Entwicklung des studentischen Vereinswesens im Rahmen der Korporatisierung der Universitäten im 19. Jahrhundert.

## Geschichte

### Gründungshintergrund der ersten studentischen Gesangvereine

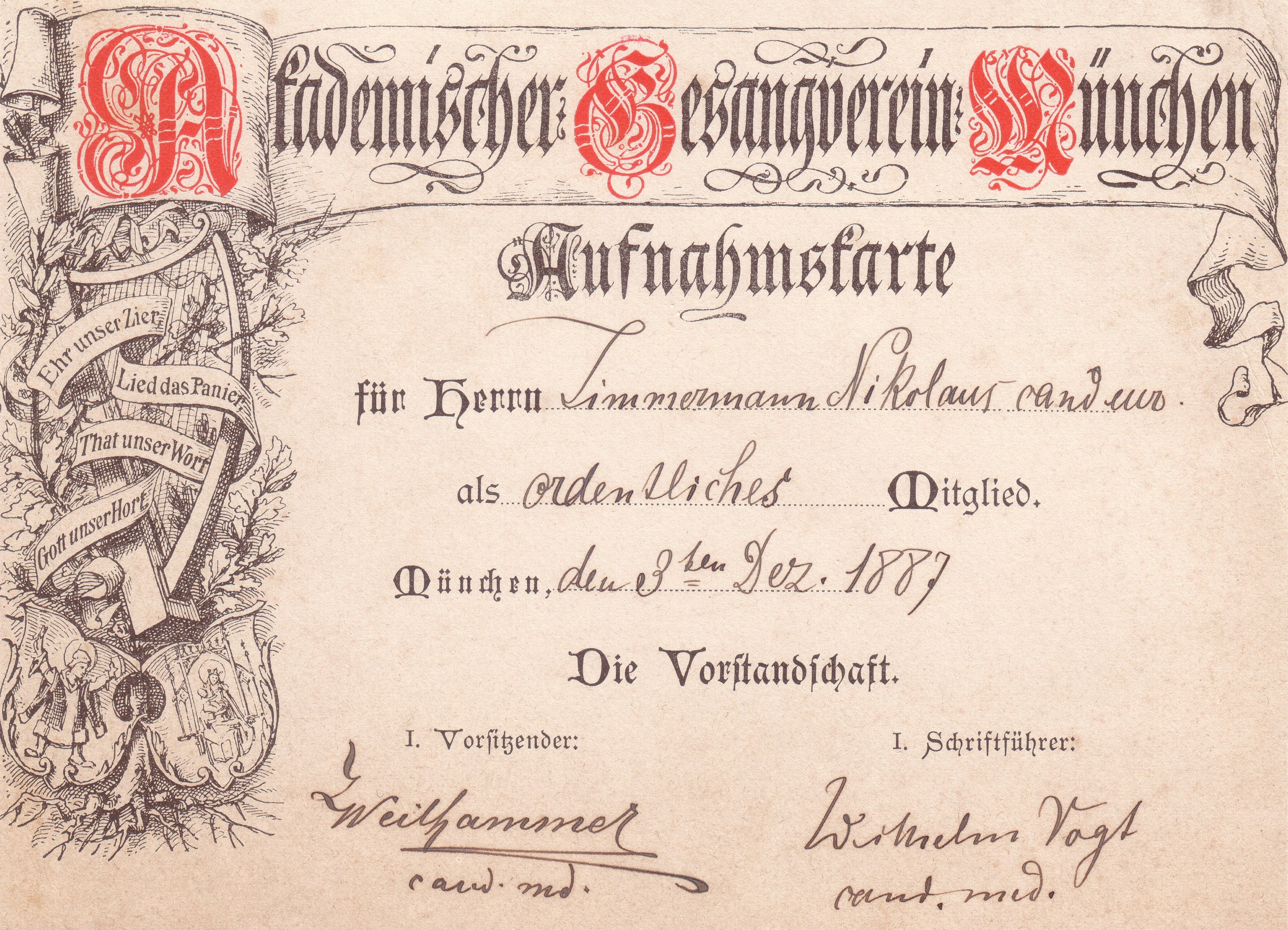
Mitgliedskarte des Akademischen Gesangvereins München

Obwohl die ersten rein studentischen Gesangvereine schon in den 1820er Jahren entstanden, erlebten sie ihren wirklichen Gründerboom erst ab etwa 1860. Bis dahin engagierten sich die Studenten fast ausnahmslos in den bürgerlichen Gesangvereinen. In den 1850er Jahren jedoch, angeregt durch die (letztendlich aber gescheiterte) Progressbewegung an den Universitäten, suchten die Studenten nach anderen Formen des Zusammenschlusses als den in einer Studentenverbindung. Die Gründung eigener studentischer Gesangvereine  (wie übrigens auch zeitgleich zur Arbeiterbewegung) wurde dabei insbesondere angeregt durch die schon hohe Verbreitung der Gesangsbewegung in der bürgerlichen Welt und das mit der Gesangsbewegung verbundene nationale Gefühl, erkennbar an der in der damaligen Zeit verbreiteten Gesangsliteratur. Erstes erleichterte die Einbindung einer ausreichenden Zahl von qualifizierten Sängern, zweites beförderte wiederum die Akzeptanz in der Zuhörerschaft.
Einen deutlichen Aufschwung erfuhr diese Bewegung ab den 1860er Jahren, was sich nicht nur an der absoluten Zahl der akademischen Gesangvereine ablesen lässt, sondern auch daran, dass sie an ihren Universitäten oftmals die meisten Mitglieder unter allen studentischen Zusammenschlüssen aufwiesen. So waren z. B. zwischen 1860 und 1865 sowohl in Göttingen (Studenten-Gesangverein der Georgia Augusta) als auch in München (Akademischer Gesangverein AGV München) bis zu 10 % aller immatrikulierten Studenten zugleich Mitglied dieser Vereine, in München erreichte die Quote sogar kurzfristig fast 20 %.

### Vom Verein zur Verbindung
Ab der Reichsgründung 1871 verfestigten sich die ursprünglich rein vereinsartig organisierten, interkorporativen Chöre, indem sie zum einen neben der musikalischen Betätigung nun auch rein gesellige (also nichtmusikalische) Veranstaltungen und Unternehmungen in ihre vereinsinterne Arbeit aufnahmen. Auch gingen allmählich viele Vereine dazu über, den eigenen Mitgliedern die gleichzeitige Mitgliedschaft in einer anderen studentischen Verbindung vor Ort zu verbieten. Üblicherweise wählte man sich – sofern dieses nicht schon früher geschehen war – zeitnah dazu einen eigenen Zirkel bzw. eigene Farben, die man in der Regel jedoch nicht – wie bei den Studentenverbindungen ansonsten üblich – als Band und Mütze trug, sondern nur in Form von Vereinsschleifen oder Zipfeln. Der – soweit bekannt – erste Akademische Gesangverein, der seine Farben auch als Band trug, war im Jahre 1877 Leopoldina Breslau. 
Ein weiterer Schritt weg vom reinen Verein hin zu einer Studentenverbindung war, dass die akademischen Gesangvereine ihren scheidenden Mitgliedern die offizielle Würde eines „Alten Herrn“ gaben, um so auch weiterhin zu ihnen in Verbindung stehen zu können. Die Alten Herrn wiederum schlossen sich zu eigenen Vereinen zusammen, so dass die Akademischen Gesangvereine etwa um 1880/1890 herum weitgehend die strukturelle und organisatorische Form einer studentischen Verbindung aufwiesen. Typisch für die Entwicklung vom Verein zur Verbindung ist auch die Tatsache, dass die studentischen Gesangvereine, die in den letzten 20 Jahren des 19. Jahrhunderts entstanden, nicht mehr als Verein, sondern gleich als Verbindung gegründet wurden.

### Entstehung und Entwicklung der Verbände
Um die Mitte der 1870er herum kam es, ähnlich den Kartellen anderer Verbindungen, zu ersten Annäherungen, Zusammenschlüssen und „Unterstützungsvereinbarungen“ zwischen einzelnen Gesangvereinen unterschiedlicher Universitäten, wie z. B. zwischen der Akademischen Liedertafel Berlin und dem Akademischen Gesangverein AGV München im Jahre 1867, der zur Keimzelle des „Kartellverbandes Deutscher Studentengesangvereine“ wurde, der seit 1897 den Namen Sondershäuser Verband trägt. 
Zu einem Zusammenschluss aller studentischen Gesangvereine zu einem Dachverband kam es jedoch nicht, obwohl es Bestrebungen in diese Richtung gab. So fand 1896 anlässlich des 35. Stiftungsfestes der Sängerschaft Erato in Dresden eine Vertreterversammlung statt, an der über 25 Vereine teilnahmen und bei dem es zur Gründung des „Deutsch-Akademischen Sängerbundes (DASB)“ kam, dem sich die Mitgliedsverbindungen des „Kartellverbandes Deutscher Studentengesangvereine“ jedoch nicht ohne weiteres anschließen wollten. Aber auch innerhalb des DASB kam es zu unterschiedlichen Richtungen, die 1901 nach Differenzen über die Bestimmungsmensur zu mehrfachen Ein- und Austritten von Verbindungen des DASB führten. Nach Beilegung dieser Differenzen formierte sich der Verband noch im gleichen Jahr neu, nannte sich nun „Chargierten-Convent, Verband der Farbentragenden Akademischen Gesangsvereine“, bzw. ab 1902 „Chargierten-Convent, Verband farbentragender Sängerschaften“ (heute Deutsche Sängerschaft).
Ein Grund dafür, dass es nie gelang, die Studentenverbindungen mit musikalischem Prinzip in einem Verband zusammenzuführen, muss wohl darin gesehen werden, dass sie ursprünglich den bürgerlichen Vereinen sehr ähnlich waren, und dass – auch durch unterschiedliche Situationen an den einzelnen Universitäten – die Annäherung der einzelnen Gesangvereine an das „klassische Verbindungswesen“ sehr unterschiedlich verlief. Dies lässt sich unter anderem daran sehen, dass sich etwa nur die Hälfte der studentischen Gesangvereine (ab etwa 1890) nach und nach dazu entschied, als Verbindung auch die Mensur, also das studentische Fechten, auszuüben. Vorreiter dieser Entwicklung war der AGV der Pauliner in Jena, der als erster akademischer Gesangverein 1880 die sogenannte Besprechungsmensur einführte. Diese Entwicklung in schlagende/farbentragende und nichtschlagende/nichtfarbentragende Verbindungen war mit einer der wichtigsten Gründe dafür, dass es nicht gelang, auf Dauer eine Interessenvertretung aller Akademischen Gesangvereine zu etablieren. 
Die (mensur-)schlagenden und farbentragenden Gesangvereine, die heute ausnahmslos den Namen Sängerschaft tragen, sind heute in der Deutschen Sängerschaft und in der „Weimarer Interessengemeinschaft Deutscher Sängerschafter“, die nichtfarbentragenden, mehrheitlich mit dem Namen („Akademisch-Musikalische“ bzw. „Akademisch-Musische Verbindung“) im Sondershäuser Verband zusammengeschlossen.

### Aktuelle Situation
Die Pflege der klassischen Konzert- und Oratorienliteratu durch Chöre im Bereich von Universitäten und Fachhochschulen wird heute in der Regel durch die Hochschulchöre, also hochschuleigene Einrichtungen unter der Leitung eines von der Hochschule bestellten und bezahlten Dirigenten, übernommen. Studentische Chöre als universitätsfremde Einrichtungen gehören heute entweder zu einer musischen Studentenverbindung oder bedienen von ihrer thematischen Ausrichtung her nur einen Randbereich des Chorwesens (z. B. als Jazzchor oder Gospelchor). Freie studentische Chöre mit klassischem Konzert- und Oratorienrepertoire, also die ursprünglichen „Akademischen Gesangvereine“, sind nach derzeitigem Kenntnisstand nicht mehr vorhanden. 
Ebenso ist der Name „Akademischer Gesangverein“ in Deutschland de facto verschwunden. Heute trägt nur noch der 1861 gegründete Akademische Gesangverein AGV München diesen Namen. Er gehört als Studentenverbindung dem Sondershäuser Verband an.

## Parallelen und Unterschiede zu anderen akademischen Vereinen
Einer ganz ähnlichen Entwicklung wie den Akademischen Gesangvereinen waren auch die Akademischen Turnvereine unterworfen. Auch hier lässt sich die Korporatisierung auf eine Verfestigung des Zusammenschlusses durch Aufnahme verbindungstypischer Merkmale zurückführen. 
Anders ist dieses jedoch bei den Akademischen Orchestervereinigungen. Sie waren ausgangs des 19. Jahrhunderts ebenfalls als interkorporative Vereine entstanden, veränderten aber nicht wie die Akademischen Turn- und Gesangvereine ihre Struktur, sondern blieben in dieser (im Vergleich zu Studentenverbindungen) loseren Organisationsstruktur. Zwar gab es im November 1912 den Versuch, ein „Kartell der Akademischen Orchestervereinigungen“ zu bilden, der jedoch letztendlich keine Wirkung entfalten konnte und vermutlich in den 20er Jahren des letztens Jahrhunderts einschlief. Sofern sie noch als eigenständige Organisationen an den Universitäten bestehen (und nicht universitätseigene Einrichtungen sind), sind sie üblicherweise heute noch als freie Vereine organisiert. Dies ist wahrscheinlich darauf zurückzuführen, dass die Zahl der ein Orchesterinstrument spielenden Studierenden nie ausreichend groß war, um ihnen die Mitgliedschaft in einer anderen studentischen Verbindung zu verwehren. Des Weiteren steht zu vermuten, dass die spezifische Art der Probenarbeit eines Orchesters weniger Spielraum für zusätzliche gesellige Aktivitäten unter den Mitgliedern ließ bzw. die Zahl der möglichen Mitglieder derart einschränkte, dass nie ausreichend Interessenten für ein „Verbindungsleben im engeren Sinne“ zu finden waren. So zumindest ist zu erklären, dass reine „Orchesterverbindungen“ bis heute nicht nachweisbar sind. Andererseits unterhalten der Akademische Gesangverein AGV München sowie die StMV Blaue Sänger Göttingen (beide im Sondershäuser Verband) eigene Symphonieorchester, deren Mitglieder aber nicht zugleich Mitglied der Verbindung sein müssen.